# Bachfest

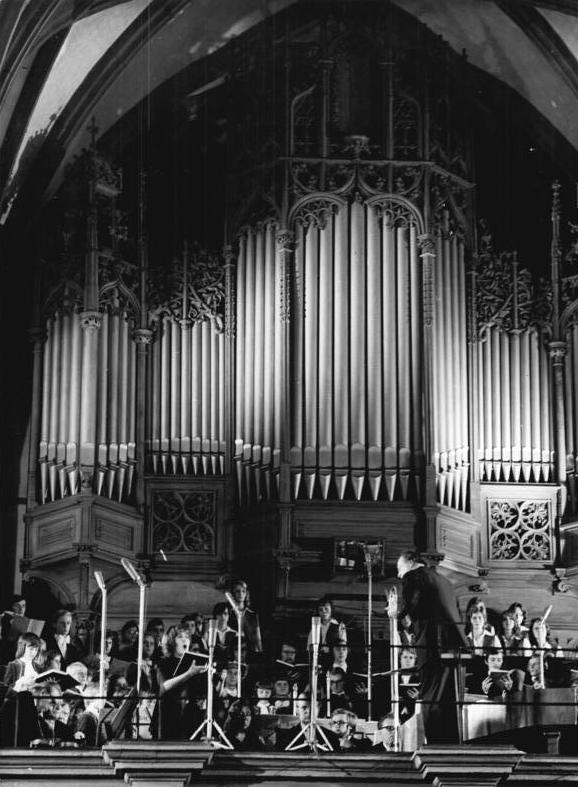
Internationales Bachfest 1975 in Leipzig

Das Bachfest ist ein Musikfestival, das jährlich in einer anderen Stadt durchgeführt wird. Initiator ist die Neue Bachgesellschaft.

## Geschichte
Das Bachfest wurde erstmals 1901 in Berlin durchgeführt. Der Initiator war Hermann Kretzschmar, ein Gründungsmitglied der Neuen Bachgesellschaft. Diese Bachfeste sollten zur Verbreitung von Bachs Werken und gleichzeitig zum gegenseitigen Austausch dienen. Vorbilder waren  die mehrtägigen Veranstaltungen bei der Einweihung des Bachdenkmals in Eisenach 1884  und das Bachfest in London 1895.
Die Bachfeste fanden in verschiedenen deutschen Städten statt, darunter auch in solchen ohne biographischen Bezug zu Bach, wie Chemnitz, Duisburg, Breslau und Essen. Sie wurden zunächst in drei- oder zweijährigen Abständen durchgeführt, seit 1910 jährlich,  unterbrochen zwischen 1915 und 1919 durch den Ersten Weltkrieg  (mit einer kleinen Ausnahme 1917).
Seitdem kamen dort bekannte und unbekannte Werke Bachs zur Aufführung, dazu gab es Symposien und weitere Möglichkeiten des Austauschs, auch zu offenen Fragen zu dessen Werk und Aufführungspraxis.
Die Bachfeste sollten ein „Mittel- und Sammelpunkt für alle Verehrer Bachs“ sein.
Ein Höhepunkt war das Bachfest 1935 in Leipzig zu dessen 250. Geburtstag, als Teil des Reichsbachfestes, das das ganze Jahr in verschiedenen deutschen Städten durchgeführt wurde. Durch Radioübertragungen erreichten die Konzerte noch mehr zu Zuhörer und trugen zur Bekanntheits und Popularisierung Bachs bei.
Zwischen 1940 und 1949 gab es keine Bachfeste.

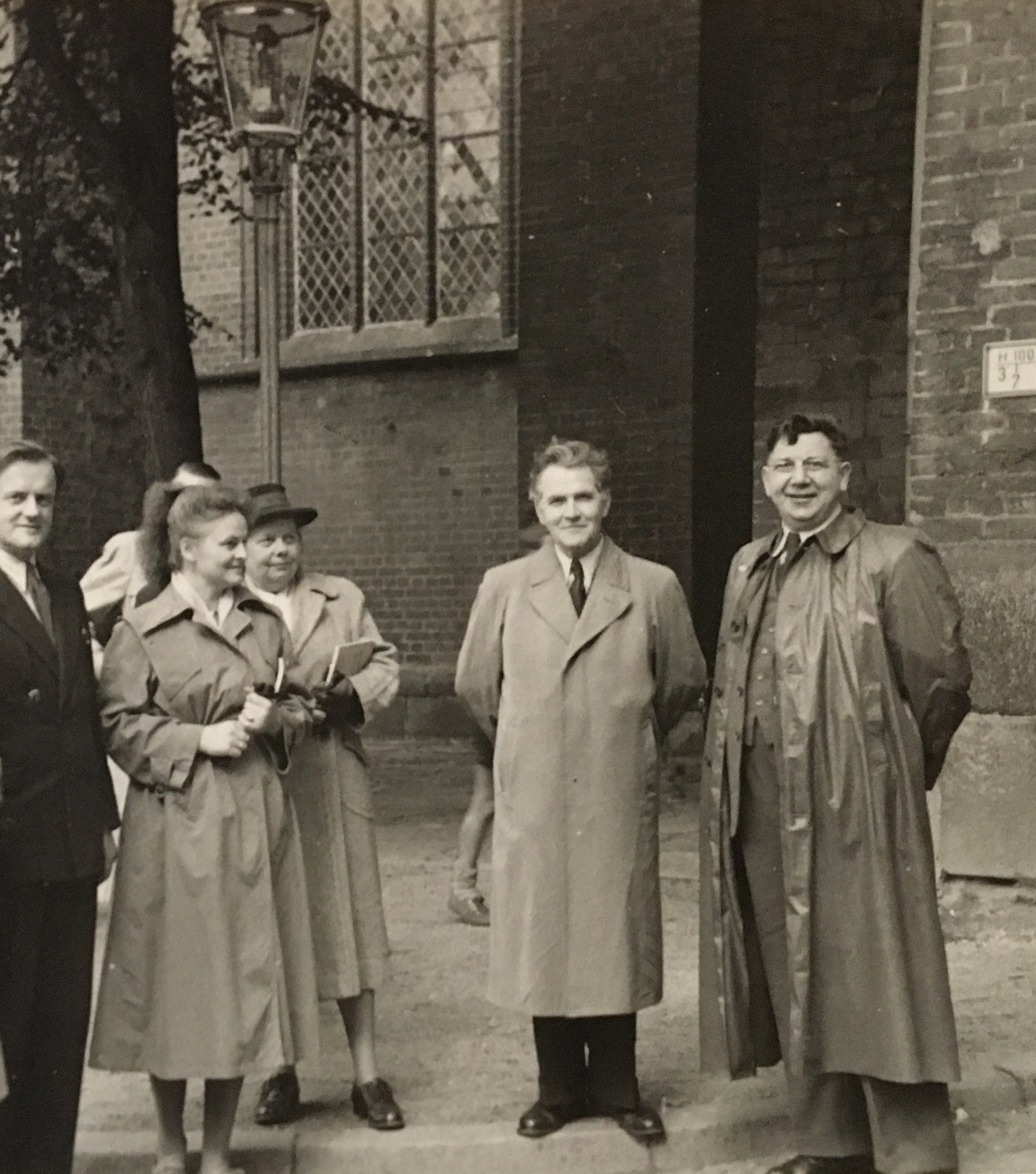
Bachfest Lübeck 1952

An 1950 fanden die Bachfeste abwechselnd in der DDR und in der Bundesrepublik statt, da die Neue Bachgesellschaft als gesamtdeutsche Organisation bestehen blieb. 1950 kam der Komponist Dmitri Schostakowitsch mit einer sowjetischen Delegation nach Leipzig. Seit 1979 gab es auch einige Bachfeste in  ausländischen Städten wie Bratislava (1979), Graz (1983), Prag (1987) und Strasbourg (1988).
Auch nach der deutschen Einheit 1990 wurde das Festival jährlich wechselnd in verschiedenen deutschen Städten ausgetragen, dazu einmal in Salzburg (2008).
In der Gegenwart wird das Bachfest von regionalen Veranstaltern organisiert,  die Neue Bachgesellschaft bietet nur noch einen beratenden Rahmen.
So wurden die Bachfeste 2000, 2005, 2010, 2015 und 2022 in Leipzig als Bachfest des dortigen  Bach-Archivs durchgeführt.

## Bachfeste
Es gab bisher diese Bachfeste:
1901–1939
- 1. 21.–23. März 1901 Berlin
- 2. 1.–3. Oktober 1904 Leipzig
- 3. 26.–28. Mai 1907 Eisenach
- 4. 3.–5. Oktober 1908 Chemnitz
- 5. 4.–7. Juni 1910 Duisburg
- 23.–24. September 1911 Eisenach, kleines Bachfest
- 6. 15.–17. Juni 1912 Breslau
- 27.–28. September Eisenach, kleines Nachfest
- 7. 9.–11. Mai 1914 Wien
- 29.–30. September 1917 Eisenach, kleines Bachfest
- 8. 19.–21. Juni 1920 Leipzig
- 9. 3.–7. Juni 1921 Hamburg
- 10. 7.–9. Oktober 1922 Breslau
- 11. 23.–25. Juni 1923 Leipzig
- 12. 12.–14. Juli 1924 Stuttgart
- 13. 11.–13. Juli 1925 Essen
- 26.–27. September 1925 Köthen, kleines Bachfest
- 14. 30. September – 3. Oktober 1926 Berlin
- 15. 28.–31. Mai 1927 München
- 16. 20.–23. September 1928 Kassel
- 17. 8.–10. Juni 1929 Leipzig
- 18. 4.–6. Oktober 1930 Kiel
- 19. 3.–5. Juni 1932 Heidelberg
- 20. 7.–9. Oktober 1933 Köln
- 21. 6.–8. Oktober 1934 Bremen
- 22. 21.–24. Juni 1935 Leipzig
- 23. 10.–12. Oktober 1936 Königsberg (Preußen)
- 24. 26.–28. Juni 1937 Magdeburg
- 25. 22.–26. April 1938 Leipzig
- 26. 10.–12. Juni 1939 Bremen

1950–1990
- 27. 26.–30. Juli 1950 Leipzig (DDR)
- 28. 7.–10. September 1951 Bremen (D)
- 29. 5.–8. September 1952 Lübeck  (D)
- 30. 3.–6. Juli 1953 Leipzig (DDR)
- 31. 26.–28. Juli 1954 Ansbach (D), zusammen mit den Bachtagen Ansbach
- 32. 1955 Leipzig (DDR)
- 33. 1956 Lüneburg  (D)
- 34. 1957 Eisenach (DDR)
- 35. 1958 Stuttgart (D)
- 36. 1959 Mühlhausen (DDR)
- 37. 1961 Essen (D)
- 38. 1962 Leipzig (DDR)
- 39. 1964 Weimar  (DDR)
- 40. 1965 Hamburg (D)
- 41. 1966 Leipzig (DDR)
- 42. 1967 Wuppertal (D)
- 43. 1968 Dresden  (DDR)
- 44. 1969 Heidelberg (D)
- 45. 1970 Leipzig (DDR), als 2. Internationales Bachfest
- 46. 1971 Bremen (D)
- 47. 1972 Leipzig (DDR)
- 48. 1973 Nürnberg (D)
- 49. 1974 Frankfurt (Oder) (DDR)
- 50. 1975 Leipzig (DDR), als III. Internationales Bachfest der DDR
- 51. 1976 Berlin (West)
- 52. 1977 Schwerin (DDR)
- 53. 1978 Marburg  (D)
- 54. 1979 Bratislava (ČSSR)
- 55. 1980 Mainz (D)
- 56. 1981 Leipzig (DDR), als IV. Internationales Bachfest der DDR
- 57. 1982 Würzburg (D)
- 58. 1983 Graz (Österreich)
- 59. 1984 Kassel (D)
- 60. 1985 Leipzig (DDR), als V. Internationales Bachfest der DDR und Teil der Bach-Händel-Schütz-Ehrungen
- 61. 1986 Duisburg (D)
- 62. 1987 Prag (ČSSR)
- 63. 1988 Strasbourg (Frankreich)
- 64. 1989 Leipzig (DDR), als VI. Internationales Bachfest der DDR
- 65. 1990 München (D)

Seit 1991
- 66. 1991 Berlin
- 67. 1992 Braunschweig
- 68. 1993 Bremen
- 69. 1994 Leipzig
- 70. 1995 Rostock
- 71. 1996 Freiburg im Breisgau
- 72. 1997 Frankfurt am Main
- 73. 1998 Köthen
- 74. 1999 Köln
- 75. 2000 Leipzig
- 76. 2001 Eisenach
- 77. 2002 Greifswald
- 78. 2003 Frankfurt (Oder)
- 79. 2004 Hamburg
- 80. 2005 Leipzig
- 81. 2006 Aschaffenburg
- 82. 2007 Freiberg (Sachsen)
- 83. 2008 Salzburg
- 84. 2009 Mühlhausen (Thüringen)
- 85. 2010 Leipzig
- 86. 2011 Wetzlar
- 87. 2012 Görlitz
- 88. 2013 Detmold
- 89. 2014 Weimar
- 90. 2015 Leipzig
- 91. 2016 Dresden
- 92. 2017 Ansbach
- 93. 2018 Tübingen
- 94. 2019 Rostock
- 95. 2021 Ohrdruf und Gotha
- 96. 2022 Leipzig
- 97. 2023 Eutin/Plön
- 98. 2024 Münster[6]

## Regionale Bachfestivals
Seit 1949 gibt es weitere regionale Bachfeste, die in einzelnen Jahren auch mit dem Bachfest der Neuen Bachgesellschaft kooperieren.
Dazu gehören
- Bachwoche Ansbach, seit 1947
- Würzburger Bachtage, seit 1969
- Bachfest Leipzig, seit 1999, jährlich
- Bachfest Eisenach, seit 2017 jährlich